# Ветвеницкий, Иван Иванович
Иван Иванович Ветвеницкий (22 февраля (6 марта) 1862 — 1942, Париж) — русский военачальник.

## Биография
Сын протоиерея Воскресенской церкви Пантелеимоновской больницы на Удельной, Иоанна Афанасьевича Ветвеницкого (1819—1886) и Екатерины Константиновны Несвицкой (1822—1896), племянник царскосельского протоиерея Андрея Афанасьевича Ветвеницкого.
Окончил 3-ю Санкт-Петербургскую военную гимназию (1880) и 2-е военное Константиновское училище, по окончании которого 7 августа 1882 года был произведён в подпоручики с зачислением к армейской пехоте и прикомандирован к лейб-гвардии Гренадерскому полку.
В 1889 году окончил Николаевскую академию Генерального штаба, продолжая служить в полку. В 1896 году произведён в капитаны; служил в Главном штабе военного министерства в отделе по передвижению войск и грузов Закаспийской железной дороги.
Во время русско-японской войны служил в Комитете Главного штаба по эвакуации больных и раненых с Дальнего Востока.
С 25 декабря 1908 года — командир 171-го пехотного Кобринского полка. С 14 апреля 1913 года — генерал-майор и командир 1-й бригады 43-й пехотной дивизии; с 29 июля 1914 года — командир бригады 55-й пехотной дивизии; с 11 мая 1915 года — командир бригады 26-й пехотной дивизии.
В 1917 году — начальник 126-й пехотной дивизии. В конце 1917 года стал участником Добровольческой армии. В конце 1918 года был дежурным генералом штаба Крымско-Азовского корпуса, с апреля 1919 года — начальник штаба корпуса. С 18 августа 1919 года находился в резерве чинов при штабе Главнокомандующего ВСЮР, был дежурным генералом в штабе войск Новороссийской области.
С ноября 1920 года — в эмиграции, сначала в Болгарии. В декабре 1923 года был назначен первым комендантом Приюта для престарелых и хроников Российского Общества Красного Креста на Шипке. Затем жил во Франции. Был вице-председателем Союза российских кадетских корпусов и одним из устроителей Булонь-Бийанкурского прихода. Участвовал в деятельности прихода Сергиевского подворья в Париже.
Похоронен на новом кладбище в Булони, под Парижем.

## Награды
- орден Св. Станислава 3-й ст. (1901);
- орден Св. Владимира 3-й ст. (1910); мечи к ордену (ВП 01.01.1916);
- орден Св. Станислава 1-й ст. (ВП 27.04.1915);
- орден Св. Анны 1-й ст. (13.11.1915);
- орден Св. Владимира 2-й ст. с мечами (ВП 15.08.1916).